# 이스미시
이스미시(일본어: いすみ市)는 일본 지바현 남동부에 있는 시이다. 2005년 12월 5일에 이스미군(夷隅郡) 이스미정(夷隅町), 오하라정(大原町), 미사키정(岬町)이 통합하여 인구 4만 3천 명의 시로 발족했다.
태평양과 접하고 어업이 번성하며, 또 여름에는 해수욕장이 개장하여 많은 관광객들이 온다. 쌀, 배를 비롯한 농업도 번성하다.

## 지리
지바현 보소반도 남동부에 위치하고 이스미강과 그 지류인 오치아이강이 흐른다. 지형의 기복이 심한 보소반도 남부에 있으면서도 연안부에는 온주쿠정과의 경계 부근까지 평지가 계속된다.
북동부에는 구주쿠리평야 남단에 위치하는 다이토미사키가 있어, 여기서 구주쿠리 바닷가의 얕은 여울은 끝난다. 이곳보다 남쪽은 조금씩 산이 많아진다. 북서부는 완만한 보소 구릉에 위치하여 이스미강을 이용한 농업 지대가 펼쳐진다. 남부에서는 특히 국도 128호선을 따라 해안까지 평지가 계속된다.
오하라역에서 지바역까지는 각역정차로 1시간 10분 정도, 특급으로 소가역까지 40분, 도쿄역까지 1시간 10분으로 전철 통근자도 적지 않다.

### 인접하는 자치체
- 가쓰우라시
- 조세이군 이치노미야정, 무쓰자와정
- 이스미군 오타키정, 온주쿠정

## 교통

### 철도
- 동일본 여객철도 소토보선
  - (← 조세이군 이치노미야정) - 다이토역 - 조자마치역 - 미카도역 - 오하라역 - 나미하나역 - (이스미군 온주쿠정 →)
- 이스미 철도 이스미선

### 도로
- 국도 465호선
- 국도 128호선

## 인구
| 연도 | 인구   | ±%     |
| ---- | ------ | ------ |
| 1950 | 54,556 | —      |
| 1960 | 48,395 | −11.3% |
| 1970 | 43,112 | −10.9% |
| 1980 | 42,816 | −0.7%  |
| 1990 | 43,431 | +1.4%  |
| 2000 | 42,835 | −1.4%  |
| 2010 | 40,969 | −4.4%  |